# Anathallis kuhniae
Anathallis kuhniae är en orkidéart som först beskrevs av Carlyle August Luer, och fick sitt nu gällande namn av Carlyle August Luer. Anathallis kuhniae ingår i släktet Anathallis och familjen orkidéer.
Artens utbredningsområde är Peru. Inga underarter finns listade i Catalogue of Life.